# Saneg
Saneg, anciennement Uzinaza à l'époque antique, est une commune de la wilaya de Médéa en Algérie.

## Géographie

### Situation
la commune est située à environ 152 km au sud-ouest d'Alger et à 81 km au sud de Médéa et à environ 11 km à l'ouest de Ksar El Boukhari et à 133 km au sud-est d'Aïn Defla  et à 112 km au nord-est de Tissemsilt et à 153 km au nord-ouest de Djelfa.
|                                 | Ksar El Boukhari, M'Fatha |                                |
| Ksar El Boukhari, Oum El Djalil | Saneg                     | M'Fatha                        |
|                                 | Boughezoul                | Aïn Oussara (Wilaya de Djelfa) |

## Histoire

### Antiquité
Saneg abrite les ruines d’une ville romaine, dont la fondation remonte à Septime Sévère et portait le nom d’Usinazis/Usinadis, qui s’expliquent par une permutation de lettres assez fréquente, et qui tire son existence des idiomes de l’Afrique septentrionale.
La forme de l’enceinte du site de Saneg est celle d’un rectangle irrégulier de 300 m de longueur sur 200 m de largeur, elle est formée d’un mur de deux mètres d’épaisseur bâti en pierres non taillées, on y trouve des pierres taillées en grand nombre. Quelques colonnes, auges, rainures de portes, meules coniques, fragments de poterie, un couvercle de sarcophage sur les ruines mêmes et, près de la rivière s’élèvent les murs détruits.
Saneg est remarquable par une inscription qui fut découverte par le commandant Cossale de l’armée d’occupation qui rapporte que Septime Sévère et deux autres personnages sont les fondateurs de la ville d’Usinasis probablement en 205.